# Arkwright (New York)
Pour les articles homonymes, voir Arkwright.
Arkwright est une ville située dans le comté de Chautauqua, dans l’État de New York, aux États-Unis.
C’était en 1823 une localité de Villenova.